# إيرل بويكينز
إيرل بويكينز (بالإنجليزية: Earl Boykins) مواليد 2 يونيو 1976 في كليفلاند، هو لاعب كرة سلة أمريكي سابق بدأ مسيرته الاحترافية في سنة 1998 وحمل الرقم 7 و5 و11 و12 و6. اعتزل اللعب في 2012.

## روابط خارجية
- إيرل بويكينز على موقع إن بي أي (الإنجليزية)
- إيرل بويكينز على موقع سبورتس رفرنس (الإنجليزية)
- إيرل بويكينز على موقع كرة السلة الأوروبية.كوم (الإنجليزية)
- إيرل بويكينز على موقع إي إس بي إن.كوم (الإنجليزية)
- إيرل بويكينز على موقع كلية كرة السلة في سبورتس رفرنس.كوم (الإنجليزية)
- إيرل بويكينز على موقع ريلجم (الإنجليزية)
- إيرل بويكينز على موقع بروبوليرز (الإنجليزية)
- إيرل بويكينز على موقع سبورتس رفرنس (الإنجليزية)